# Barbara Zibell
Barbara Edith Natrup Zibell, (1955) es una arquitecta que  también ejerce como docente en la Universidad de Hannover, en la Facultad de Ciencias de la arquitectura y el paisaje.

## Trayectoria
Barbara Zibell nació en Großburgwedel, distrito de Hannover, Alemania, en 1955,  entre los años 1974-1980 estudió Planificación Urbana y Regional de la Universidad Técnica de Berlín, obteniendo la titulación correspondiente. En 1982 inicia estudios jurídicos para estar mejor preparada para poder dedicarse al servicio de administración estructural. En el año 1994 se doctora, en la ETH Zúrich, departamento de arquitectura, siendo el título de su tesis: “caos como principio organizador en la planificación urbana”.
Desde el año 1996 es profesora y  desde el 2004  también Directora del Departamento de Planeamiento y Sociología de la Arquitectura, que depende del Instituto de Historia y Teoría de la Arquitectura de la Facultad de Arquitectura y Ciencias del Paisaje de la Universidad de Hannover.
A lo largo de su trayectoria profesional se centrado en su investigación  y trabajo en temas referidos a: la ordenación del territorio desde una perspectiva de género; la vivienda y los servicios públicos; la teoría, cultura y puesta en práctica de la planificación, así como el desarrollo territorial y de las ciudades desde una perspectiva de sostenibilidad.
Además de su labor docente ha desempeñado diversos cargos en instituciones públicas y privadas, entre las que podemos citar, por ejemplo: Consultora de Planificación Espacial, en 1988 en Suiza; Asociación de Investigación de Zúrich para la construcción y Transporte; la planificación de la Asociación, la arquitectura, las mujeres P.A.F. Suiza; Presidente del Consejo Asesor en el año 2000 de  la Asociación para la Mujer y la EXPO eV con sede en Hanover; diversos cargos entre 1998-2003 en el Consejo Asesor Científico de la Oficina Federal para la Construcción y Planificación Regional de BBR; etc.

## Publicaciones
Entre sus publicaciones podemos destacar:
- Auf den zweiten Blick : städtebauliche Frauenprojekte im Vergleich.  Schröder, Anke; Zibell, Barbara. Frankfurt am Main: P. Lang, 2004. ISBN 3-631-52806-X.[8]
- Bedarfsgerechte Raumplanung: gender practice und Kriterien in der Raumplanung ; Endbericht Langfassung. Land Salzburg, 2006. ISBN	3901343210, 9783901343216. Número páginas 61.[9]